# Tapes 'n Tapes (EP)
Albums de Tapes 'n Tapes
The Loon
(2005)
Tapes 'n Tapes est le premier enregistrement du groupe de rock indépendant Tapes 'n Tapes. Ce EP de 7 titres a été auto-produit et est sorti sur le propre label du groupe, Ibid Records. Il a été enregistré dans un studio retiré au milieu de nulle part dans le Wisconsin, en plein hiver rigoureux de cet État du Nord des États-Unis. Selon plusieurs interviews données par le groupe, les installations sanitaires du studio n'avaient pas supporté les rigueurs du froid, obligeant les membres du groupe à "faire leurs besoins dehors dans la neige pendant plusieurs jours", ce qui, selon eux, peut aussi justifier du son quelque peu "brut" de cet enregistrement.
Le succès de cet EP a permis à Tapes 'n Tapes de poursuivre sereinement leur début de carrière avec leur premier album un an plus tard, The Loon.

## Liste des titres
1. Beach Girls
2. My Name’s Not Heratio
3. 50’s Parking
4. Icedbergs
5. The Lion
6. Moldy Bread
7. 8 or Ate